# Нив
Нив (фр. Nive) је река у Француској. Дуга је 80 km. Улива се у Атлантски океан. 